# 永遠之翼
《永遠之翼》（日語：永遠の翼），是日本樂團B'z的第43張單曲。

## 簡介
首次成為名偵探柯南以外電影的主題曲。
最終銷量約20.5萬張。

## 製作人員
- 松本孝弘：吉他・全曲作曲・編曲
- 稲葉浩志：主唱・全曲作詞
- ジョシュ・フリーズ：鼓
- ショーン・ハーリー：貝斯
- TAMA STRINGS：弦樂器 （#1）
- 德永晓人：編曲（#1）
- 池田大介：編曲（#2）

## 收录曲
- 1.永遠之翼
- 2.Lonely Star（ロンリースターズ）

## 主題曲
- 東映電影《吾為君亡》（俺は、君のためにこそ死ににいく）主題歌。（#1）
- 電影《真救世主傳說 北斗之拳 拉歐傳 激鬥之章》主題歌。（#2）
- CM《ポケメロJOYSOUND》（#2）

## 收錄專輯
- ACTION（#1）
- B'z The Best "ULTRA Pleasure"（#1）